# Mendu
Mendu is een nagar panchayat (plaats) in het district Hathras van de Indiase staat Uttar Pradesh. 

## Demografie
Volgens de Indiase volkstelling van 2001 wonen er 12.001 mensen in Mendu, waarvan 54% mannelijk en 46% vrouwelijk is. De plaats heeft een alfabetiseringsgraad van 47%. 